# Sportvagns-VM 2017
Sportvagns-VM 2017 (en. 2017 FIA World Endurance Championship) är den sjätte säsongen av internationella bilsportförbundet FIA:s världsmästerskap i sportvagnsracing. Mästerskapet omfattar 9 deltävlingar.

## Tävlingskalender
| Datum        | Tävling                           | Segrare LMP1 Team                                | Segrare LMP2 Team                             | Segrare LMGTE Pro Team                   | Segrare LMGTE Am Team                            |
| Datum        | Tävling                           | Segrare LMP1 Förare                              | Segrare LMP2 Förare                           | Segrare LMGTE Pro Förare                 | Segrare LMGTE Am Förare                          |
| ------------ | --------------------------------- | ------------------------------------------------ | --------------------------------------------- | ---------------------------------------- | ------------------------------------------------ |
| 16 april     | Silverstone 6-timmars             | Toyota Gazoo Racing                              | Jackie Chan DC Racing                         | Ford Chip Ganassi Team UK                | Clearwater Racing                                |
| 16 april     | Silverstone 6-timmars             | Sébastien Buemi Anthony Davidson Kazuki Nakajima | Ho-Pin Tung Thomas Laurent Oliver Jarvis      | Andy Priaulx Harry Tincknell Pipo Derani | Weng Sun Mok Keita Sawa Matt Griffin             |
| 6 maj        | Spa 6-timmars                     | Toyota Gazoo Racing                              | G-Drive Racing                                | AF Corse                                 | Aston Martin Racing                              |
| 6 maj        | Spa 6-timmars                     | Sébastien Buemi Anthony Davidson Kazuki Nakajima | Roman Rusinov Pierre Thiriet Alex Lynn        | Sam Bird Davide Rigon                    | Paul Dalla Lana Pedro Lamy Mathias Lauda         |
| 17-18 juni   | Le Mans 24-timmars                | Porsche LMP Team                                 | Jackie Chan DC Racing                         | Aston Martin Racing                      | Spirit of Race                                   |
| 17-18 juni   | Le Mans 24-timmars                | Timo Bernhard Brendon Hartley Earl Bamber        | Ho-Pin Tung Thomas Laurent Oliver Jarvis      | Darren Turner Jonathan Adam Daniel Serra | Duncan Cameron Aaron Scott Marco Cioci           |
| 16 juli      | Nürburgring 6-timmars             | Porsche LMP Team                                 | Jackie Chan DC Racing                         | AF Corse                                 | Dempsey-Proton Racing                            |
| 16 juli      | Nürburgring 6-timmars             | Timo Bernhard Brendon Hartley Earl Bamber        | Ho-Pin Tung Thomas Laurent Oliver Jarvis      | James Calado Alessandro Pier Guidi       | Christian Ried Marvin Dienst Matteo Cairoli      |
| 3 september  | Mexico City 6-timmars             | Porsche LMP Team                                 | Vaillante Rebellion                           | Aston Martin Racing                      | Dempsey-Proton Racing                            |
| 3 september  | Mexico City 6-timmars             | Timo Bernhard Brendon Hartley Earl Bamber        | Julien Canal Nicolas Prost Bruno Senna        | Marco Sørensen Nicki Thiim               | Christian Ried Marvin Dienst Matteo Cairoli      |
| 16 september | Circuit of the Americas 6-timmars | Porsche LMP Team                                 | Signatech Alpine Matmut                       | AF Corse                                 | Aston Martin Racing                              |
| 16 september | Circuit of the Americas 6-timmars | Timo Bernhard Brendon Hartley Earl Bamber        | Nicolas Lapierre Gustavo Menezes André Negrão | James Calado Alessandro Pier Guidi       | Paul Dalla Lana Pedro Lamy Mathias Lauda         |
| 15 oktober   | Fuji 6-timmars                    | Toyota Gazoo Racing                              | Vaillante Rebellion                           | AF Corse                                 | Spirit of Race                                   |
| 15 oktober   | Fuji 6-timmars                    | Sébastien Buemi Anthony Davidson Kazuki Nakajima | Julien Canal Nicolas Prost Bruno Senna        | James Calado Alessandro Pier Guidi       | Thomas Flohr Francesco Castellacci Miguel Molina |
| 5 november   | Shanghai 6-timmars                | Toyota Gazoo Racing                              | Vaillante Rebellion                           | Ford Chip Ganassi Team UK                | Aston Martin Racing                              |
| 5 november   | Shanghai 6-timmars                | Sébastien Buemi Anthony Davidson Kazuki Nakajima | Julien Canal Nicolas Prost Bruno Senna        | Andy Priaulx Harry Tincknell             | Paul Dalla Lana Pedro Lamy Mathias Lauda         |
| 18 november  | Bahrain 6-timmars                 | Toyota Gazoo Racing                              | Vaillante Rebellion                           | AF Corse                                 | Aston Martin Racing                              |
| 18 november  | Bahrain 6-timmars                 | Sébastien Buemi Anthony Davidson Kazuki Nakajima | Julien Canal Nicolas Prost Bruno Senna        | Sam Bird Davide Rigon                    | Paul Dalla Lana Pedro Lamy Mathias Lauda         |

## Slutställning
| Klass     | Förare                                    | Märke   | Team                |
| --------- | ----------------------------------------- | ------- | ------------------- |
| LMP1      | Timo Bernhard Brendon Hartley Earl Bamber | Porsche |                     |
| LMP2      | Julien Canal Bruno Senna                  |         | Vaillante Rebellion |
| LMGTE Pro | James Calado Alessandro Pier Guidi        | Ferrari | AF Corse            |
| LMGTE Am  | Paul Dalla Lana Pedro Lamy Mathias Lauda  |         | Aston Martin Racing |